# Linia kolejowa 20 Székesfehérvár – Szombathely
Linia kolejowa Székesfehérvár – Szombathely – linia kolejowa na Węgrzech. Jest to linia jednotorowa, zelektryfikowana. Linia przebiega przez malownicze tereny, przez komitaty Fejér, Veszprém i Vas.

## Historia
- Szybkości na linii:
- Székesfehérvár - Várpalota szybkość 100 km/h
- Várpalota - Veszprém szybkość 80 km/h
- Veszprém - Herend szybkość 100 km/h
- Herend - Ajka szybkość 80 km/h
- Ajka - Porpác szybkość 100 km/h
- Porpác - Szombathely szybkość 120 km/h